# Trachyboa gularis
Trachyboa gularis là một loài rắn trong họ Tropidophiidae. Loài này được Peters mô tả khoa học đầu tiên năm 1860.